# Route périphérique de l'archipel
La route périphérique de l'archipel (en finnois : Saariston rengastie)  est une route touristique dans l'archipel de Turku en Finlande.

## Description
Le périphérique de l'archipel traverse les municipalités de Turku, Kaarina, Parainen, Kustavi, Taivassalo, Masku et Naantali.
La rocade n'est ouverte totalement qu'en été, lorsque le traversier m/s Antonia effectue la traversée à péage entre Mossala (à Houtskari) et Dalen (à Iniö) pendant les mois d'été. 
Ainsi en 2020, le m/s Antonia a traversé du 1er juin 2018 au 30 août 2020 et les fins de semaine de septembre du 4 au 6 septembre, du 11 au 13 septembre, et du 18 au 20 septembre 2020.
En 2021, le parcours est ouvert du 14 mai au 9 août 2021.
Depuis mai 2014, le centre ELY du sud-ouest de la Finlande, responsable du trafic des traversiers en Finlande, publie le site lutta.net, qui comprend le guide des itinéraires de la route de l'archipel. 
Les traversiers sont gérés par Suomen Lauttaliikenne dans tous les terminaux de traversiers, à l'exception de celui de Skagen. qui est géré par Kymen Saaristoliikenne Oy.

## Parcours
| Trajet                            | Trajet | Route terrestre | Route terrestre         | Route maritime | Route maritime |
|                                   | Étape  | Numéro          | Distance                | Traversée      | Durée          |
| --------------------------------- | ------ | --------------- | ----------------------- | -------------- | -------------- |
| 1. Turku-Pargas                   |        |                 |                         |                |                |
| Turku-Kaarina                     |        | 10 km           |                         |                |                |
| Kaarina-Parainen                  |        | 16 km           |                         |                |                |
| 2. Pargas-Nagu                    |        |                 |                         |                |                |
| Parainen-Lillmälö                 |        | 18 km           |                         |                |                |
| Lillmälö-Prostvik                 |        |                 | Traversier de Nauvo     | 10 min         |                |
| Prostvik-Nauvo                    |        | 15 km           |                         |                |                |
| 3. Nagu-Korpo                     |        |                 |                         |                |                |
| Nauvo-Pämäinen                    |        | 14 km           |                         |                |                |
| Pämäinen-Retais                   |        |                 | Traversier de Korpoo    | 5 min          |                |
| Retais-Korpo                      |        | 9 km            |                         |                |                |
| 4. Korpo-Houtskär                 |        |                 |                         |                |                |
| Korppoo-Galtby port               |        | 4 km            |                         |                |                |
| Galtby port-Kittuis               |        |                 | Traversier de Houtskari | 30 min         |                |
| Kittuis-Roslax                    | 12003  | 13 km           |                         |                |                |
| Roslax-Kivimo                     |        |                 | Traversier de Kivimo    | 5 min          |                |
| 5. Houtskär-Iniö                  |        |                 |                         |                |                |
| Kivimo-Björkö                     | 12003  | 8 km            |                         |                |                |
| Björkö-Mossala E                  |        |                 | Traversier de Mossala   | 5 min          |                |
| Mossala                           | 12003  | 3 km            |                         |                |                |
| Houtskari-Iniö                    |        |                 | Traversier d'Iniö       | 60 min         |                |
| 6-9. Iniö-Kustavi -Naantali-Turku |        |                 |                         |                |                |
| Iniö-Kannvik                      |        | 6 km            |                         |                |                |
| Kannvik-Heponiemi                 |        |                 | Traversier d'Heponiemi  | 30 min         |                |
| Heponiemi-Taivassalo              |        | 10 km           |                         |                |                |
| Taivassalo-Mietoinen              |        | 24 km           |                         |                |                |
| Mietoinen-Askainen                |        | 10 km           |                         |                |                |
| Askainen-Merimasku                |        | 18 km           |                         |                |                |
| Merimasku-Naantali                |        | 15 km           |                         |                |                |
| Naantali-Turku                    | •      | 17 km           |                         |                |                |
| Total                             |        |                 | 190 Km 250 Km           |                |                |

## Attractions touristiques

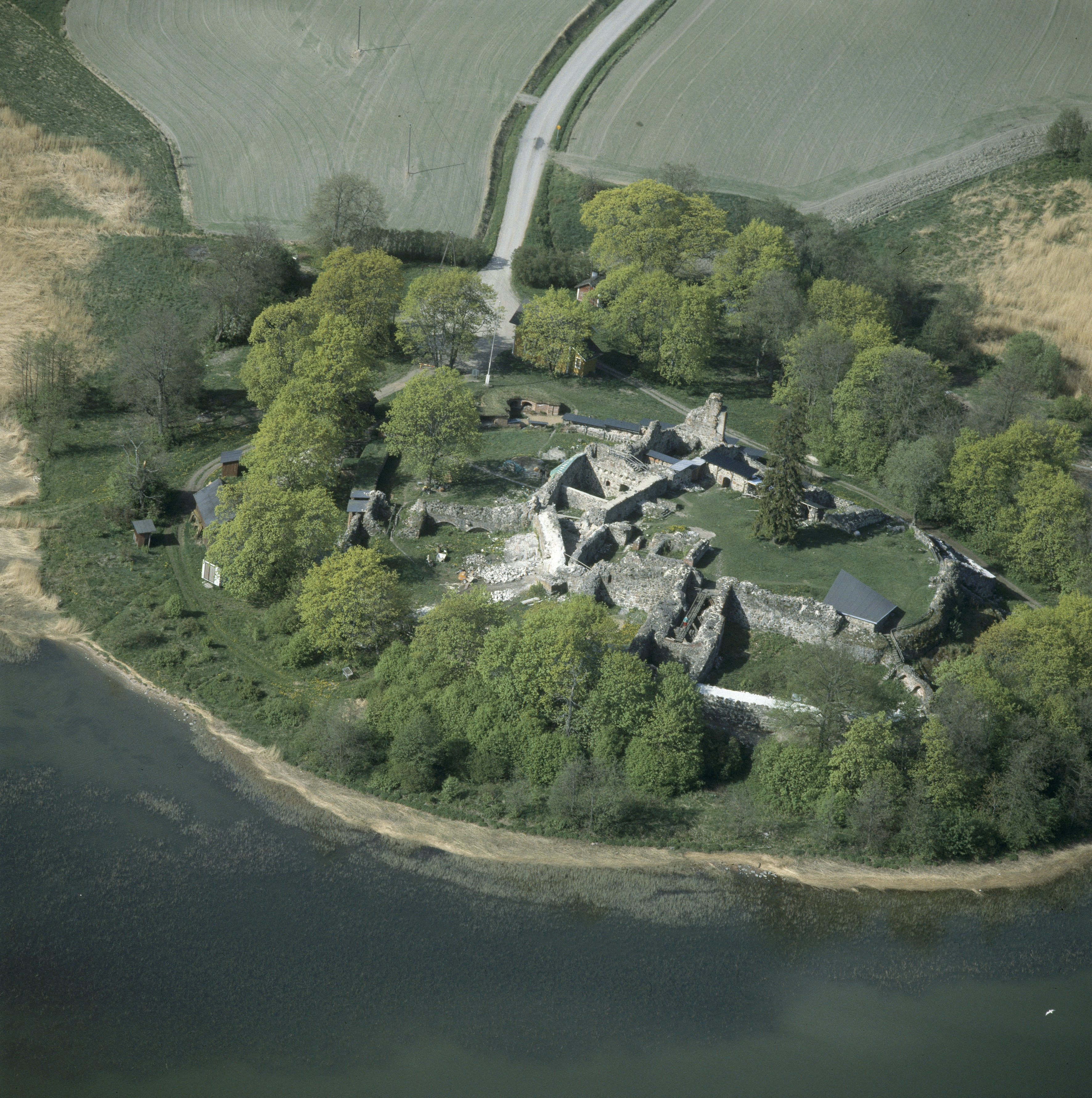
Château de Kuusisto.

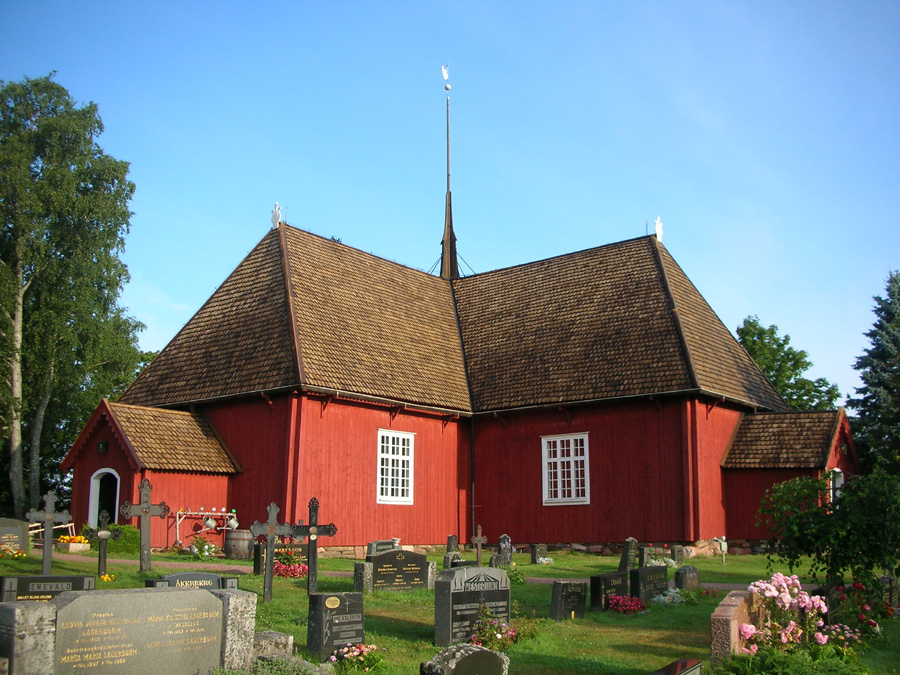
Église d'Houtskari.

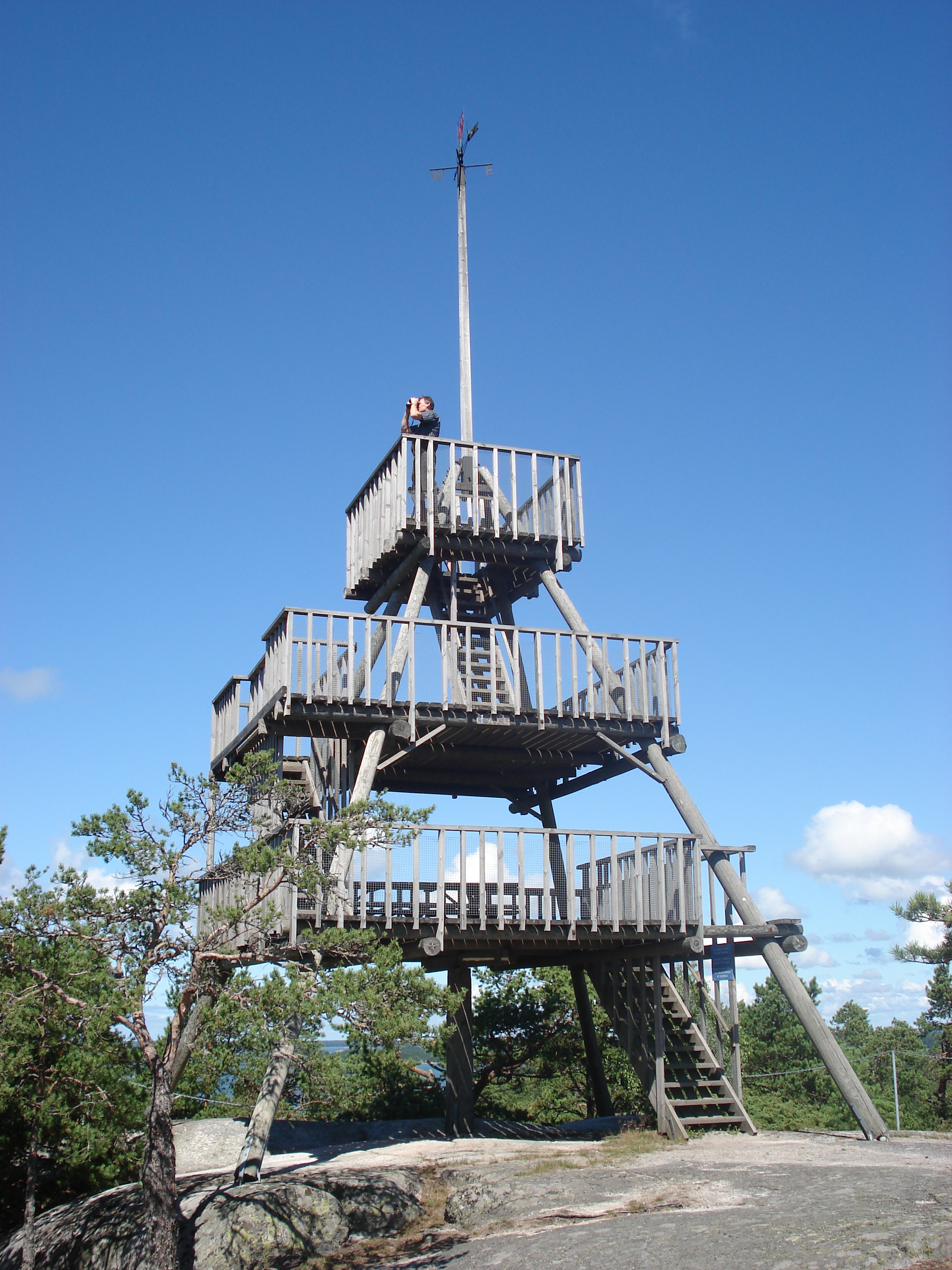
Tour d'observation de Borgberg sur Houtskari.

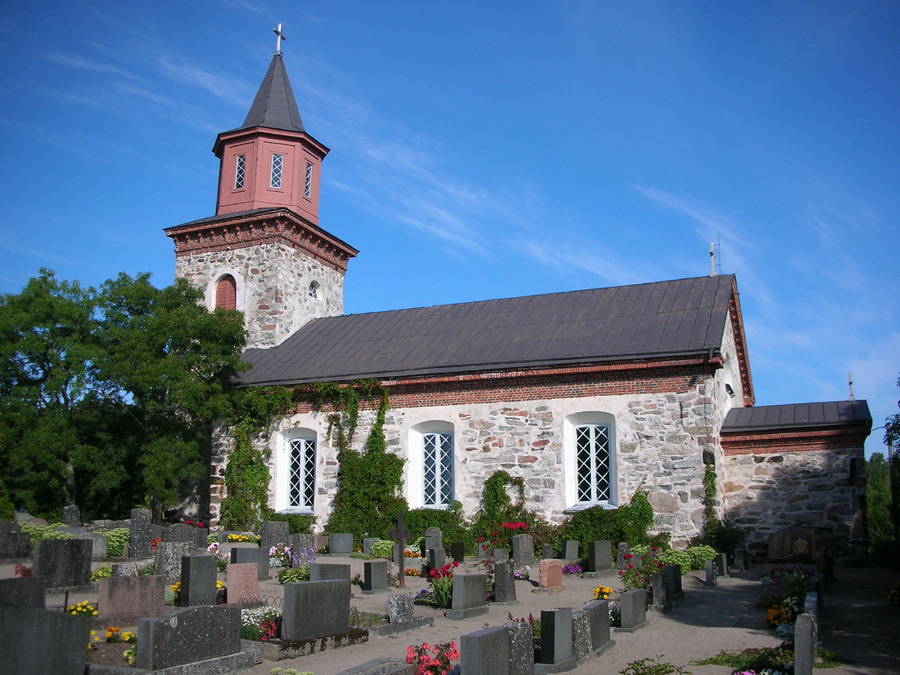
Eglise d'Iniö.

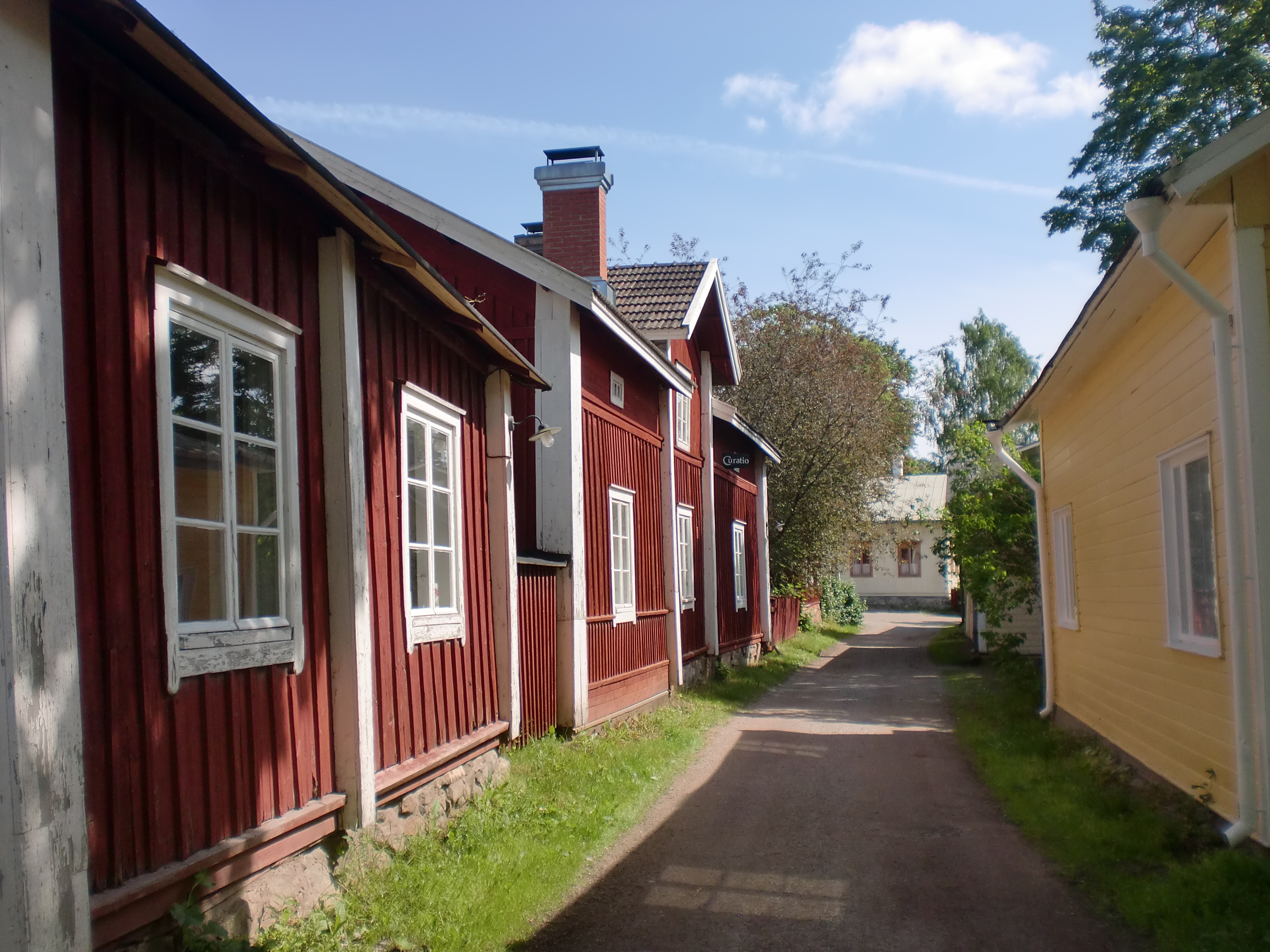
Ancien Malmi.

Les attractions touristiques le long de la route de l'archipel sont:

### Turku
- Forum Marinum

### Kaarina
- Ruines du château de Kuusisto
- Manoir de Kuusisto

### Parainen
- Pont de Kirjalansalmi
- Église de Parainen
- Pont d'Hessundinsalmi
- Musée d'histoire locale de Parainen (fi)
- Ancien Malmi[10]
- Fredrikantupa[11]
- Carrière de calcaire de Parainen
- Réserve naturelle de Lenholm[12]
- Mattholmsfladan

#### Nauvo
- Église de Nauvo
- Port de Nauvo
- Église de Seili

#### Korppoo
- Église de Korpo
- Centre Korpoström
- Musée d'histoire locale de Korpo
- Phare d'Utö

#### Houtskari
- Tour d'observation de Mossala
- Musée de l'archipel à Houtskari
- Église d'Houtskari
- Tour d'observation de Borgberg
- Village d'Hyppeinen

#### Iniö
- Église d'Iniö
- Sentier de randonnée de Norrby[13]

### Taivassalo
- Église de Taivassalo

### Masku
- Manoir de Louhisaari

### Naantali

#### Velkua
- Église de Velkua
- Canon de la bataille navale de Palva

#### Rymättylä
- Nuotanvetäjäpatsas[14]
- Musée de Rymättylä[14]
- Église de Rymättylä[14]
- Karhuvuori
- Tour d'observation de Karhuvuori (fi)[9]